# 莫蒂島
莫蒂島是印度尼西亞位於哈馬黑拉島以西的小島，這個闊5公里的島嶼被珊瑚礁包圍，這座屬於複式火山的火山頂峰被截斷，而火山的西南部有一個火山口。